# Rakítnoye (Bélgorod)
Rakítnoye (ruso: Раки́тное) es un asentamiento de tipo urbano de Rusia, capital del raión homónimo en la óblast de Bélgorod.
En 2021, el territorio del asentamiento tenía una población de 11 429 habitantes, de los cuales 10 048 vivían en el propio asentamiento y el resto repartidos en seis pedanías habitadas: los pueblos (siola) de Vasílyevka, Kriníchnoye, Chistopolye, Kiseliovo y Tsibulevka y el jútor de Korníyevka. En su territorio hay además otro jútor actualmente despoblado, llamado Záichik.
Se ubica unos 60 km al noroeste de Bélgorod, sobre la carretera 14K-6 que lleva a Sumy pasando por Krásnaya Yaruga. Al noreste sale la carretera 14K-11, que lleva a Ivnia.

## Historia
El asentamiento fue fundado en 1652 como una fortaleza habitada por cosacos, que formaba parte de una red de fortificaciones que defendían la frontera meridional del Zarato ruso contra los ataques de los tártaros de Crimea. El señorío perteneció inicialmente a la familia noble Kochubéi, hasta que a principios del siglo XVIII fue adquirido por Aleksandr Danílovich Ménshikov, pasando en 1729 a la Casa de Yusúpov. Los Yusúpov fueron los propietarios hasta la Revolución rusa de 1917, y establecieron en este pueblo un centro administrativo desde el que dirigían sus diversas tierras en las zonas de Kursk, Vorónezh, Járkov y Poltava. La Unión Soviética le dio el estatus de capital distrital en 1928, cuando se definieron los raiones de la óblast de Chernozem Central, y el de asentamiento de tipo urbano en 1975.